# Enigma (Georgia)
Enigma – miasto w Stanach Zjednoczonych, w stanie Georgia, w hrabstwie Berrien.